# Джек Тейшейра
Джек Дуглас Тейшейра (англ. Jack Douglas Teixeira) — американський військовослужбовець 102-го розвідувального авіакрила Національної військово-повітряної гвардії Массачусетсу. У квітні 2023 року звинувачений у порушенні федерального Закону про шпигунство після розголошення сотень документів Пентагону на сервері Discord, що і призвело до його арешту. Йому ставиться у провину «несанкціоноване утримання та передача» великої кількості секретних документів уряду США.

## Життєпис

### Шкільні роки

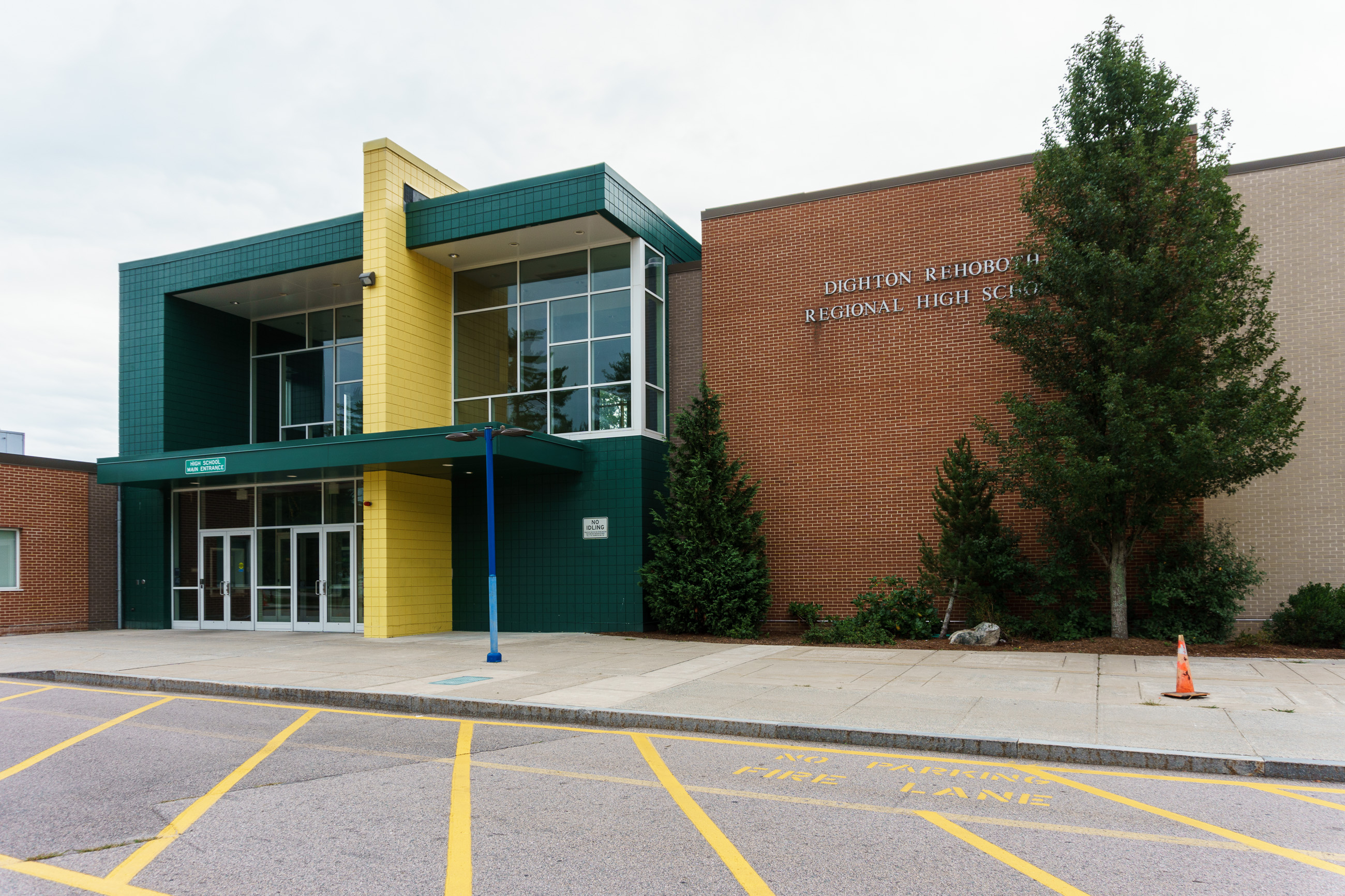
Середня школа у місті Норт-Дайтон, яку 2020 року закінчив Джек Тейшейра

Тейшейра зростав у Норт-Дайтоні (штат Массачусетс). Він має португальські корені: його дідусь емігрував у Сполучені Штати з острова Сан-Мігел, що на Азорських островах.
Вітчим Тейшейри Том — майстер-сержант ВПС США у відставці після 34 років служби, а його зведений брат теж працював із Томом на об'єднаній базі Кейп-Код. 2020 року Тейшейра закінчив у рідному місті середню школу, але пропустив церемонію вручення атестатів у зв'язку зі своїм обов'язком проходження вишколу на авіабазі Лекланд у Техасі. Мати Тейшейри, згідно з LinkedIn та публічними даними, на які покликаються американські ЗМІ, раніше працювала в неприбуткових організаціях, що займаються ветеранами, та у Департаменті ветеранів Массачусетсу.
У середній школі Тейшейра зацікавився війною та зброєю. CNN розпитало його колишніх однокласників, одні з яких назвали його лагідну й стриману поведінку приємною, а інші згадали, як він бурмотів расистські та образливі заяви. Один учень розповів, що через день після стрілянини в Лас-Вегасі 2017, під час якої зловмисник Стівен Педдок застосував чотирнадцять гвинтівок типу AR-15, Тейшейра носив сорочку із зображенням AR-15.

### Thug Shaker Central
У перші місяці пандемії COVID-19 Тейшейра під іменем користувача jackthedripper, створив із кількома близькими друзями на «Дискорді» сервер, назвавшись Thug Shaker Central, після того, як вони зустрілися на іншому сервері «Дискорду» з військовим ютубером, відомим як Oxide. Як писала NYT, Thug Shaker Central — це невелика онлайн-група чисельністю 20—30 осіб, яку опікував Тейшейра. Члени групи — здебільшого молоді люди й підлітки, яких об'єднали спільне захоплення зброєю, расистськими онлайн-мемами та відеоіграми. Потрапити туди можна було тільки за запрошеннями. Члени групи часто грали у відеогру з відкритим світом Project Zomboid. Тейшейра ділився з її учасниками зброєю і став адміністратором цього сервера. Він був старшим ніж більшість членів групи і, здавалося, прагнув справити на них враження.

### Військова служба
Після школи він почав службу у Національній військово-повітряній гвардії (резерві ВПС США) Массачусетсу, вступивши до 102-го розвідувального авіакрила у вересні 2019, де його посада називалася підмайстер комп'ютерної транспортної системи. Тейшейра ніс службу на авіабазі національної гвардії Отіс у західній частині Кейп-Коду. У липні 2022 року його підвищили до льотчика 1-го класу. З огляду на його обов'язки Тейшейра одержав доступ до закритої інформації вищої категорії.

## Оприлюднення злитих матеріалів
За даними The Washington Post, Тейшейра регулярно ділився в чаті «Дискорду» на сервері під назвою Thug Shaker Central засекреченою інформацією, отриманою з документів, які він читав.
Тейшейра почав публікувати дані Пентагону 26 лютого 2022 року. Оскільки інтерес до документів серед членів групи на сервері меншав, Тейшейра вдався до фотографування секретних документів; у жовтні 2022 року він розмістив на сервері перший із кількох наборів таємних документів.

## Розслідування
13 квітня 2023 року Джо Байден заявив, що розслідування наближалося до завершення. Того ж дня Тейшейру взяло під варту ФБР за місцем проживання його матері в Дайтоні. Генеральний прокурор США Меррік Гарленд оголосив, що затриманий порушив Закон про шпигунство. 14 квітня в Бостоні суд пред'явив Тейшейрі звинувачення і залишив під вартою до 19 квітня. Його звинуватили у двох злочинах: 
1. Порушення Закону про шпигунство 1917 року шляхом зберігання та передачі інформації про національну оборону без дозволу
2. Несанкціоноване видалення та збереження державної таємниці.[27][28]

На слуханні прокурор заявив, що за кожне звинувачення вимагатимуть по десять років позбавлення волі. До заяви про кримінальне правопорушення долучили додатковий афідевіт на підтвердження усного свідчення спеціального агента Відділу контррозвідки ФБР.
Джон Кірбі, координатор зі стратегічних комунікацій Ради національної безпеки США, заявив, що частина опублікованих документів може бути підробкою.  
Згідно з даними розслідування, Тейшейра мав доступ до секретних даних щонайменше з 2021 року. Міністр оборони України Олексій Резніков заявив, що відомості з опублікованих документів є сумішшю правдивої та хибної інформації.
Тейшейру представляє захисник, наданий державою на федеральному рівні. На прохання захисту Тейшейри слухання щодо тримання під вартою відкладено, щоб дати його адвокатам більше часу на ознайомлення зі справою. Таке слухання було призначено на 27 квітня, однак того дня відповідний суддя-магістрат не виніс рішення щодо затримання.
Напередодні розгляду питання про запобіжний захід 27 квітня сторони звинувачення та захисту подали до суду записки. Обвинувачення обстоювало продовження тримання під вартою без застави, стверджуючи, що Тейшейра створював «серйозну загрозу втечі», зазначаючи, що він намагався перешкодити федеральному розслідуванню, знищивши докази, та все ще може володіти секретною інформацією, що має «велику цінність для ворожих держав» і відзначився расистськими і насильницькими коментарями, зокрема наприкінці 2022 та на початку 2023 років.
На слуханні 19 травня суддя постановив про тримання Тейшейри під вартою до початку суду без права внесення застави.
15 червня Тейшейрі було висунуто звинувачення, а 21 червня в суді він не визнав себе винним.

## Вирок суду
4 березня 2024 року визнав себе винним та погодився на 16-річне ув'язнення. У листопаді 2024 року його було засуджено за розголошення секретної інформації Пентагону через Discord на 15 років.